# Pico Aspe
El pico Aspe, o pico de la Garganta de Aísa (en aragonés punta Esper) es un pico de los Pirineos localizado en la provincia de Huesca entre la zona de Somport y la parte alta del valle de Aísa y el valle del Aspe, con una altitud de 2645 m sobre el nivel del mar. A sus pies nacen el río de Aspe y el río Estarrún.

## Rutas

### Vertiente Sur, brecha de Aspe y contrafuerte Oeste
Refugio de Saleras - brecha de Aspe - contrafuerte Oeste - Cima (1180 md., 3h 20min)

### Otras rutas
- Arista Este o del Murciélago (D-)
- Vía normal por el NE., desde Candanchu (SD/F)